# Mandy Bujold
Mandy Marie Brigitte Bujold (ur. 25 lipca 1987 w Cobourgu) – kanadyjska bokserka, olimpijka.

## Lata młodości
Jest córką Rogera, pracownika budowy, i Brigitte. Urodziła się w Cobourgu, lecz dorastała w Moncton. W 2002 wraz z rodziną przeprowadziła się do Kitchener.

## Kariera
W 2004 zaczęła trenować boks. W 2005 rozpoczęła treningi w Waterloo Regional Boxing Academy. W 2006 po raz pierwszy została mistrzynią kraju. Została również wybrana bokserem roku. Od 2007 jest członkinią kadry narodowej. W tym samym roku wygrała również mistrzostwa kraju. Osiągnięcie to powtarzała do 2011. W 2011 zdobyła złoty medal igrzysk panamerykańskich w wadze muszej (do 51 kg). Były to pierwsze zawody bokserskie na igrzyskach panamerykańskich, w których rywalizowały kobiety. W 2012 po raz kolejny została mistrzynią kraju. W tym samym roku wystąpiła na mistrzostwach świata, ale przegrała w pierwszej rundzie z Hye Song-Kim. MŚ były turniejem eliminacyjnym na Letnie Igrzyska Olimpijskie 2012. Po nieudanych kwalifikacjach starała się uzyskać dziką kartę na zawody olimpijskie, ale kanadyjska federacja zdecydowała dać szansę na zdobycie dzikiej karty Mary Spencer. W 2013 została srebrną medalistką memoriału Feliksa Stamma w tej samej wadze. W tym samym roku po raz ósmy wywalczyła mistrzostwo kraju. W 2014 zdobyła brązowy medal igrzysk Wspólnoty Narodów w wadze muszej oraz dziewiąty tytuł mistrzyni Kanady. W 2015 ponownie zdobyła złoty medal igrzysk panamerykańskich w wadze muszej (do 51 kg), pokonując w finale Amerykankę Marlen Esparzę. W 2016 wystartowała na igrzyskach olimpijskich w wadze muszej. Odpadła w ćwierćfinale po przegranej z Chinką Ren Cancan. W 2017 zdobyła jedenasty tytuł mistrzyni kraju. W lutym 2018 wycofała się z udziału w igrzyskach Wspólnoty Narodów w proteście przeciwko centralizacji wszystkich bokserów, zaplanowanej przez kanadyjski związek bokserski.
W 2021 roku MKOl zmienił zasady kwalifikacji na igrzyska olimpijskie dla bokserów z Ameryki Północnej i Południowej. Ze względu na odwołanie turnieju kwalifikacyjnego, miejsca w turnieju miały zostać przydzielone według rankingów za 2018 i 2019 rok. Z tego powodu, Bujold, która wówczas nie brała udziału w zawodach ze względu na ciążę i późniejszy powrót do formy, została pominięta. Zawodniczka odwołała się do MKOl. Po otrzymaniu negatywnej decyzji, odwołała się do Trybunału Arbitrażowego ds. Sportu, który nakazał dopuścić ją do zawodów. Na igrzyskach odpadła w pierwszej rundzie po porażce z Serbką Niną Radovanović.

## Życie prywatne
Ma dwóch starszych braci, Erica i Stephana. Studiowała psychologię na University of Waterloo. Mówi po francusku i angielsku oraz posiada podstawową znajomość hiszpańskiego.
Jest żoną strażaka Reida McIvera. 5 listopada 2018 urodziła córkę Kate Olympię.